# جينيفر براندون
جينيفر براندون (بالإنجليزية: Gennifer Brandon)‏ مواليد 23 نوفمبر 1990 في لينووود، هي لاعبة كرة سلة أمريكية. بدأت مسيرتها الاحترافية في سنة 2014. تم اختيارها من قبل فريق شيكاغو سكاي خلال الدرافت. يبلغ طولها 6 قدم 2 بوصة (1.9 م). لعبت كرة السلة الجامعية في جامعة كاليفورنيا.

## روابط خارجية
- جينيفر براندون على موقع الاتحاد الوطني لكرة السلة النسائية (الإنجليزية)
- جينيفر براندون على موقع كرة السلة الأوروبية.كوم (الإنجليزية)
- جينيفر براندون على موقع كلية كرة السلة في سبورتس رفرنس.كوم (الإنجليزية)
- جينيفر براندون على موقع بروبوليرز (الإنجليزية)
- جينيفر براندون على موقع سبورتس رفرنس (الإنجليزية)